# Lucienne André
Lucienne André (née le 31 janvier 1920 à Besançon et morte le 13 août 1944 à Saunières) est une résistante française, membre du mouvement Combat et du maquis FFI du Louhannais. Elle est morte à 24 ans, exécutée par des résistants sous un prétexte fallacieux, réhabilitée et homologuée sergent FFI à titre posthume.

## Biographie
Lucienne André est née le 31 janvier 1920 à Besançon. Elle est la fille de Lucien Céleste Marius, un cheminot louhannais, et de Jeanne Augustine Carry. La famille s'installe rue Edgar-Guigot à Louhans (Saône-et-Loire) où le père est affecté à la gare.
À partir de 1941, elle travaille à la poste de Louhans comme téléphoniste.

### Parcours dans la Résistance
En juin 1942, elle entre en Résistance et rejoint le mouvement Combat. Elle est agent de liaison et assure les livraisons inter-groupes et transmet au capitaine Henri Vincent (ou capitaine Vic) les messages allemands dont elle a connaissance.  
Après sa mutation à Verdun-sur-le-Doubs, en décembre 1942, elle rejoint le groupe « Marius » de François Flamand (1904-1998) basé à Saint-Bonnet-en-Bresse,. Elle rencontre son amoureux, Charles Janin dit Charlot, un résistant du maquis FTP bressan, d’obédience communiste. Lucienne André est distributrice de tracts et agent de liaison.

### Assassinat
Le 8 septembre 1944 (ou 8 juillet), Charles Janin est exécuté chez les parents de Lucienne André à Louhans par la Résistance, sous prétexte de mauvais agissements.
Craignant qu'elle ne dévoile ses malversations et ses dérives, François Flamand, alias « Marius », donne l'ordre d’éliminer Lucienne André. Elle est désarmée et emmenée en voiture par les résistants Jean Mallet et Alphonse Boivin. Jean Mallet l'exécute de quatre coups de revolver au lieu-dit la Barre à Saunières, au bord du Doubs. Lucienne André ne meurt pas tout de suite mais agonise durant trois quarts d’heure. Un cultivateur de Saunières, Félicien Neuzeret, trouve son corps le lendemain. Par la suite, elle est considérée comme morte au cours d'une mission.

## Réhabilitation et procès
Lucien André, le père de Lucienne André, entreprend de la faire réhabiliter. Il obtient des témoignages très favorables de nombreux résistants. Les membres du Comité de libération de Verdun soutiennent la mémoire de Lucienne André, une dizaine de communes et des associations de résistants signent une pétition en sa faveur.
François Flamand s'était comporté, dans la zone qu’il contrôlait (quatre-cents hommes étaient sous son autorité en août 1944), comme un chef de bande sans jamais rendre de comptes à ses supérieurs, qui le considéraient comme dissident. Il est arrêté en septembre 1944 sur ordre de Claude Rochat, sous-préfet de Chalon-sur-Saône, ancien résistant et supérieur hiérarchique de François Flamand au sein de l'Armée secrète,.
Le 9 mars 1948, quatre ans après l'assassinat de Lucienne André, s’ouvre le procès du Maquis Marius devant le Tribunal militaire de Dijon. François Flamand est le principal inculpé, il paraît aux côtés de quatorze anciens maquisards ayant agi à ses côtés. Tous sont accusés de « pillages, meurtres, détournements d’argent, vols qualifiés, séquestration arbitraire ». Le tribunal militaire acquitte Marius et ses co-accusés. 
Un second procès s’ouvre en 1950 dans lequel François Flamand, Jean Mallet, Alphonse Boivin et Roméo Brico sont accusés de deux meurtres, dont celui de Lucienne André. Les résistants Roger Vacher, Gaston Faisy, le Capitaine Vic (Henri Vincent) et le capitaine Giguet témoignent en faveur de Lucienne André,. Le capitaine Flamand est inculpé de complicité d’assassinat et condamné à cinq ans de travaux forcés. Lucienne Andrée est reconnue comme non suspecte de sentiments nuisibles à la cause de la Résistance et réhabilitée par décret publié au Journal officiel du 28 novembre 1951 et nommée au grade posthume de sergent des Forces françaises de l'intérieur (FFI), avec prise de rang au 9 juin 1944 et la mention « Mort pour la France » inscrite en marge de son actes de décès à l'état-civil,.
« Après cet assassinat, même maintenant, à Saunières et dans la région, personne ne parle ou très peu, Lucienne a été traînée dans la boue, traitée de Kollabo, sa famille a beaucoup souffert de ces humiliations de la part de la population surtout à la Libération et les années suivantes. »

## Hommage posthume

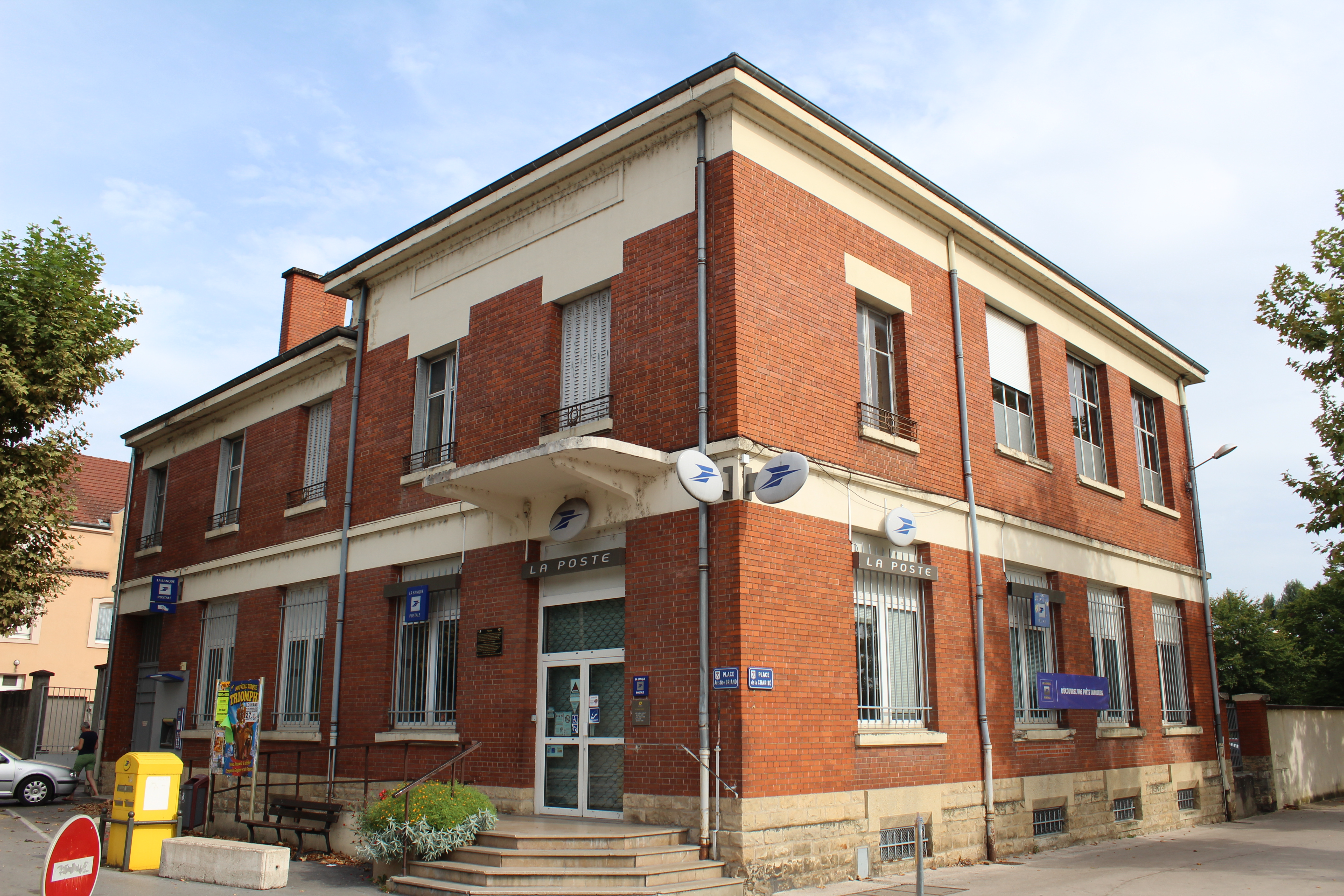
Bureau de poste de Louhans avec la plaque commémorative pour Lucienne André.

Le 13 août 2016, une plaque commémorative est apposée sur le bâtiment de la poste à Louhans : « Souvenez-vous de Lucienne ANDRE, postière, résistante (Mouvement Combat) Sergent des Forces Françaises de l’Intérieur (F.F.I.) accusée à tort de collaboration, assassinée à l’age de 24 ans par des maquisards dévoyés du groupe Marius, le 13 août 1944 à Saunières (71). Lucienne ANDRE a été réhabilitée à titre militaire le 30/06/1951 (par arrêté du Secrétariat à la Guerre avec la mention) "Morte pour la France" ». Son nom figure également sur le monument aux morts de Louhans.
Elle est d’abord inhumée à Saunières puis ré-inhumée à Louhans.